# Sleeping Bag
Sleeping Bag (с англ. — «Спальный мешок») — двадцатый сингл американской блюз-рок-группы ZZ Top, первый сингл альбома Afterburner. Наряду с предшествующим синглом Legs добрался до 8 позиции в Billboard Hot 100, что было наибольшим успехом группы за её историю.

## О песне
Сингл записывался в 1985 году в ходе работы над альбомом Afterburner. На этом альбоме группа достигла апогея в своём приближении к поп-року: обильное использование синтезаторов, «пластиковый» звук драм-машины, танцевальные мелодии. Песня Sleeping Bag, открывающая альбом, всё-таки несколько отличалась от остального материала на альбоме: критики считали, что эта урчащая песня c сильно синкопированным вступлением едва ли не единственная, в которой можно угадать ZZ Top. Техасский блюзмен Ланс Лопес, называя эту песню в числе любимых, сказал: «Что мне больше всего нравится, так это то, насколько это всё было по-настоящему инновационным, и, что более важно, насколько окончание песни установило стандарт техно-музыки. Это так круто — слышать, как Гиббонс играет блюз поверх синтезаторов и отбивающего четвертушки напольного барабана».
Песня продолжает цикл песен ZZ Top о бытовых вещах. В данном случае Гиббонс поёт о современном спальном мешке, небольшом и узком, в котором человек напоминает мумию (так в тексте песни появилась строка «спи среди фараонов и движущихся песков», а по мотивам строки — и обложка сингла), в противовес тем большим и тяжёлым мешками, которые были у Гиббонса в юности.
На песню был выпущен видеоклип, активно ротировавшийся на MTV.
В 1992 году Тоня Хардинг на чемпионате США по фигурном катанию выступала под эту песню; песня впоследствии вошла в состав саундтрека фильма «Тоня против всех».

## Сторона «Б»
На сингле вторую сторону занимала песня c предыдущего альбома Party on the Patio (на 12-дюймовом макси-сингле содержалась расширенная версия Sleeping Bag).

## Чарты
| Чарт (1985)                              | Позиция position |
| ---------------------------------------- | ---------------- |
| Австралия Kent Music Report              | 36               |
| Канада RPM Top Singles                   | 18               |
| ФРГ German Singles Chart                 | 40               |
| Ирландия Irish Singles Chart             | 14               |
| Новая Зеландия New Zealand Singles Chart | 13               |
| Польша Polish Singles Chart              | 28               |
| Швеция Swedish Singles Chart             | 13               |
| Великобритания UK Singles Chart          | 27               |
| США Billboard Hot 100                    | 8                |
| США Billboard Hot Dance Club Play        | 41               |
| США Billboard Top Rock Tracks            | 1                |

| Чарт (1985)                     | Место |
| ------------------------------- | ----- |
| США (Cashbox Top 100)           | 83    |
| Чарт (1986)                     | Место |
| США (Billboard Top Pop Singles) | 80    |

## Участники записи
- Билли Гиббонс — гитара, вокал
- Дасти Хилл — бас-гитара
- Фрэнк Бирд — ударные, перкуссия

Технический состав
- Билл Хэм — продюсер

## Комментарии
1. ↑  Речь идёт о том, что в песне используется ровный четырёхдольный размер 4/4, сыгранный так, как и записанный в нотах, что характерно для поп-музыки. В противоположность этому в блюзе и джазе длительность долей не является равной. См. свинг